# Henry Francis Greville
Henry Francis Greville (10 août 1760 - 13 janvier 1816) est un impresario britannique.

## Jeunesse
Il est le fils du député Fulke Greville et de la poétesse Frances Greville.
Il sert dans l'armée de 1777 à 1793. En 1777, il est nommé enseigne dans les Coldstream Guards, et en 1781 est promu lieutenant. En 1790, il est nommé au 4th Regiment of Dragoon Guards pour servir en Irlande en tant que lieutenant-colonel.
Greville sert avec son régiment pendant la Guerre d'indépendance des États-Unis et est l'un des 13 officiers britanniques sélectionnés pour être tirés au sort pour être exécuté, pour expier le meurtre de Joshua Huddy par les loyalistes combattant pendant la Révolution américaine. Il est un ami proche de Charles Asgill, qui est choisi pour mourir. Après le tirage au sort, il écrit à sa mère au sujet de l'expérience, et sa lettre est publiée dans le livre de Katherine Mayo sur le sujet.

## Carrière théâtrale
Alors qu'il est dans l'armée, il s'intéresse au théâtre et, après avoir quitté l'armée, essaie d'organiser des spectacles de théâtre professionnels. Sa première "fête théâtrale" a lieu en 1801, et comprend un souper pour ses amis, appelé Pique-nique, qu'il considère comme un repas-partage. Sur la base du succès de cette entreprise, il décide de former une société de pique-nique l'année suivante, qui ne dure qu'un an, bien qu'une tentative infructueuse ait été faite pour la faire revivre l'année suivante.

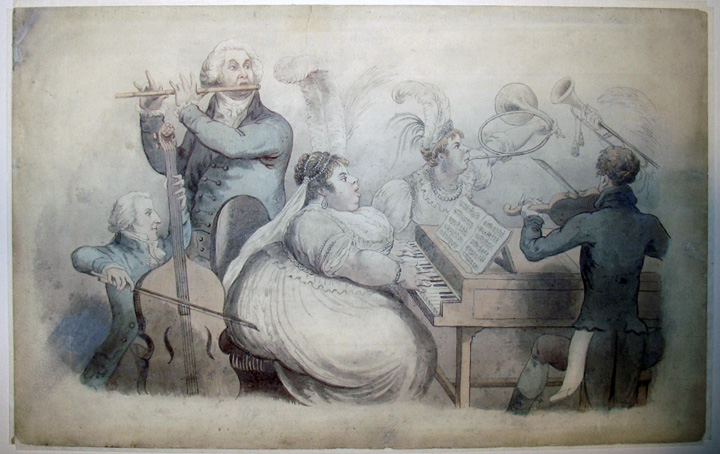
L'Orchestre du Pic-Nic, aquarelle, v. 1802, par Edward Francis Burney après la gravure de James Gillray. Henry Francis Greville apparaît en jouant du violon. Lord Edgcumbe est au violoncelle et Lord Cholmondeley est à la flûte.

En janvier 1803, il crée un hebdomadaire, le Pic-Nic, pour rapporter des affaires théâtrales, qu'il remet à William Combe en février .
En 1803, il prend le bail d'un manoir sur Little Argyll Street à Hylton Jolliffe pour 70 £. Après y avoir apporté des modifications et des ajouts, il donne en 1806 deux bals, dont le premier a lieu le 2 juin et en présence du prince de Galles, du duc de Cambridge et de la duchesse d'York . Il emprunte ensuite 2000 £ au banquier Thomas Coutts et achète la pleine propriété de la maison en juillet. Au début, il nomme la maison "The Fashionable Institution", puis le change en Argyll Rooms.
En 1807, le Lord Chamberlain accorde à Greville une licence annuelle pour accueillir de la musique, de la danse, des burlettas et des représentations dramatiques aux Argyll Rooms. La licence est renouvelée l'année suivante, mais par la suite, la licence se limite à la musique et à la danse. William Taylor, directeur du King's Theatre à Haymarket, décrit les deux premières saisons comme : « Il n'y avait pas de scène, au-delà d'une petite élévation sur laquelle les Singers pouvaient se tenir, et … pas plus de quatre d'entre eux étaient employés dans des petits pices [ sic] d'un court acte simplement introductif aux assemblées et aux bals, et … aucun danseur n'a jamais été vu, confiné seul aux abonnés pendant seulement 12 nuits la première année et mais 8 la deuxième et dernière expérience là-bas, et … aucun argent n'a même été pris à les portes." 
En 1811, Greville est malade et endetté. Il tente de vendre les Argyll Rooms en 1811 . Il part à l'étranger en 1812, peut-être pour que sa famille l'aide à régler ses dettes . Il vend les Argyll Rooms à Stephen Slade.
Il décède le 13 janvier 1816 à Port Louis, Maurice.

## Vie privée
Il épouse Catherine Graham, fille de Sir Bellingham Graham, en 1793, décédée en 1803. Il épouse ensuite Sophia Lambert, la fille de James Francis Xavier Whyte, en 1805. Il est le père de l'amiral Henry Francis Greville. 